# KZ Erzingen
Das Konzentrationslager Erzingen war ein im heutigen Balinger Stadtteil Erzingen betriebenes Konzentrationslager. Es wurde 1944 als Außenlager des KZ Natzweiler-Struthof zur Gewinnung von Öl aus Ölschiefer im Rahmen des Unternehmens Wüste aufgebaut und bestand bis 1945.

## Geschichte

### „Wüste“ Werk 4 und KZ Erzingen
Die SS plante die Errichtung einer Ölschieferfabrik im Gewann Bronnhaupten (48° 15′ 56″ N, 8° 48′ 49,1″ O) nordwestlich Erzingens. Am 1. März 1944 sollten die Bauarbeiten beginnen, ab dem 1. November 1944 Öl produziert werden. Für die Errichtung beschlagnahmte die SS nordwestlich des Ortes rund 45 Hektar Fläche. Zunächst wurden sowjetische Kriegsgefangene als Arbeitskräfte eingesetzt. Die SS ließ für sie auf dem „Hungerberg“ (48° 15′ 32″ N, 8° 48′ 15,2″ O) ein kleineres Lager für etwa 100 bis 300 Häftlinge errichten, das die Bevölkerung „Russenlager“ nannte. Es lag oberhalb der Bahnstrecke Balingen–Rottweil und der heutigen Bundesstraße 27. Es wurde als viertes der insgesamt sieben Wüste-Lager errichtet.
Am 2. Mai 1944 wurde die Deutsche Schieferöl GmbH mit Sitz in Erzingen durch Oswald Pohl gegründet. Pohl war Leiter des SS-Wirtschafts- und Verwaltungshauptamtes (SS-WVHA, Amtsgruppe W), die Deutsche Schieferöl war ein Tochterunternehmen des SS-Konzerns Deutsche Wirtschaftsbetriebe GmbH. Mit der Durchführung beauftragte Pohl den Leiter der DESt-Granitabteilung im Amt W1. Sie sollte alle zehn Ölschiefergewinnungsanlagen nach Anlauf des Betriebs, spätestens ab Mitte Mai 1945, übernehmen. Am 22. Mai 1944 wurde gegenüber dem Bahnhof das Außenlager Erzingen mit 200 Häftlingen eröffnet. Schon in den Wochen zuvor kamen die ersten Häftlinge in das neu errichtete Lager.
Die Deutsche Schieferöl begann im Mai 1944 mit der Errichtung des Ölschieferwerks Bronnhaupten, für dessen Bau die SS Häftlinge des KZ-Außenkommandos Erzingen zur Verfügung stellte. Die oberste Bauleitung hatte die DBHG, die mit Unterstützung von Baufirmen und unter der Leitung der Organisation Todt (OT) unter anderem verantwortlich für die Baumaßnahmen, die Erstellung der Meiler und den Abbau des Ölschiefers war. Die Bauleitung für das Bauvorhaben Bronnhaupten oblag der Waffen-SS und Polizei. Innerhalb von drei Monaten sollten zehn geplante Werke fertiggestellt werden. Der Häftlingseinsatz sah den Aufbau der Ölschieferwerke 4 und 5 vor, Arbeiten auf anderen Wüste-Baustellen, die sie mit der Bahn erreichten, oder den Bau der Feldbahn, die in Erzingen Abbaufeld und Kondensation verbinden sollte. Häftlinge mussten Schiefer abbauen, wurden beim Stollenbau eingesetzt und errichteten für die Gemeinde Erzingen einen Luftschutzstollen. Zudem wurden sie in der Landwirtschaft und beim Entladen von Eisenbahnwaggons eingesetzt.
Die „Deutsche Schieferöl GmbH“ und das KZ Erzingen gehörten nur mittelbar zum Unternehmen „Wüste“. Am 3. August 1944 wurde das „Ölschieferwerks Bronnhaupten“ in Erzingen-Nord in das Unternehmen „Wüste“ als „Werk 4“ eingegliedert. Häftlinge des KZ Erzingen waren für das Aufschütten des Erzinger Meilers, dessen Ausdehnung fast 100 Meter erreichte, zuständig. Er zündete Mitte März 1945. Die Ölgewinnung erfolgte über ein in den Grund des Meilers gestecktes, perforiertes Rohr, das an der unteren Seite kein Löcher hatte. Hier sammelte sich das Öl an, das jedoch erst nach Absaugen des Schwelgases fließen konnte. Im März 1945 informierte Pohl Reichsführer SS Heinrich Himmler, dass im Werk 4 in Erzingen Öl produziert werde. Zeitzeugen berichten, dass tatsächlich Öl produziert wurde. Es sei aus dem Meiler in Richtung Bahnhof geflossen. Der Meiler habe über ein Jahr lang geschwelt und einen üblen Geruch verbreitet. Der KZ-Überlebende Charles Hausemer erzählte von seiner damaligen Arbeit und den unerträglichen Bedingungen – der Lias-Ölschiefer wurde durch die KZ-Häftlinge im Tagebau mit Schaufel und Eimer händisch abgebaut. Helge Norseth, auch ein ehemaliger KZ-Häftling, erklärte die Sinnlosigkeit dieses Vorhabens – die gewonnenen Mengen waren äußerst gering und das Öl von sehr schlechter Qualität.

### Auflösung der „Wüste“-Lager: Deportation, Schließung und Todesmarsch
Am 12. und 14. April 1945 deportierte man rund 800 nicht gehfähige KZ-Häftlinge der „Wüste“-Lager mit Bahntransporten in Richtung KZ Dachau ab und leitete sie in dessen Außenlager München-Allach weiter. Die Deportation eines Teils der Insassen des KZ Erzingen erfolgte am 14. April 1945, der Transport traf dort am 17. April 1945 ein.
Am 15. oder 16. April 1945 erging der generelle Befehl Heinrich Himmlers, die noch bestehenden Konzentrationslager zu „evakuieren“. So schickte man schließlich im Zeitraum von etwa 16. bis 20. April 1945 die 2000 bis 3000 verbliebenen Häftlinge der „Wüste“–Lager in Richtung Oberschwaben und Oberbayern mit dem Fernziel Garmisch-Partenkirchen auf die sogenannten „Todesmärsche“. Die restlichen Lagerinsassen aus Erzingen wurden bei der Sammelstelle im Schömberger Bahnhofs-KZ mit Insassen aus den Außenlagern Schömberg, Dautmergen und Frommern vereinigt und zu einem großen Todesmarsch von rund 4000 Häftlingen zusammengestellt.
So wurden am 12. und 17. April 1945 insgesamt 159 Häftlinge in zwei Transporten in das KZ Dachau überstellt. Die endgültige Schließung des KZ Erzingen erfolgte zum 17. April 1945.
Die Anlagen des Unternehmens „Wüste“ zur Schieferölproduktion wurden ab April 1945 unter der französischen Besatzungsmacht weitergeführt, bevor jedoch die Produktion wegen der Erfolglosigkeit eingestellt wurde, zuletzt in Frommern Ende 1949.
Von dem KZ Erzingen sind keine Spuren mehr zu finden.

## Belegung
Das Erzinger Lager war ein sogenanntes „Nacht-und-Nebel-Lager“, kurz NN-Lager; d. h., es waren vornehmlich NN-Häftlinge männlichen Geschlechts inhaftiert – Franzosen, Belgier, Niederländer und Norweger. „NN“ steht für „Nacht-und-Nebel-Erlass“, ein am 7. Dezember 1941 vom Oberkommando der Wehrmacht erlassener Befehl, auch als „Keitel-Erlass“ bekannt, der vorsah, gefangene Mitglieder von Widerstandsgruppen verschwinden zu lassen. Über die Tatsache der Verhaftung und den Verbleib des Verhafteten sollte nichts bekannt werden. Diese Ungewissheit sollte den Familienangehörigen wie auch den Verhafteten das Maximum an psychischen Qualen bereiten. Daher hatten diese sogenannten NN-Häftlinge generelles Schreibverbot und wurden abgesondert. Die Häftlinge kamen aus dem Stammlager Natzweiler-Struthof. Die maximale Höchstbelegung war für die Außenarbeitsstelle Erzingen auf 350 ausgelegt – eine Belegung, die als überaus unmenschlich betrachtet werden muss, denn in einer Anlage zum Schutzhaftlager-Rapport vom 30. September 1944 um 7.00 Uhr wurde eine 100%-Auslastung mit 200 Insassen angegeben. Für den 31. Oktober 1944 ist die Belegungsstärke mit einer Häftlingszahl von 199 angegeben; die Fluktuation war entsprechend dem Zweck des Lagers sehr groß. Dem Lager wurden laufend neue Häftlinge zugeführt.

## Opferzahl
Eine genaue Anzahl der Opfer des KZ-Außenlagers Erzingen ist nicht bekannt. Insgesamt kostete das Ölschieferprojekt der Nationalsozialisten über 3480 Menschenleben. Dies ist die offizielle Zahl, welche die dokumentierten Exhumierungen der toten Häftlinge aus den Massengräbern bei Bisingen, Schömberg und Schörzingen auf Veranlassung der französischen Militärregierung nach Kriegsende ergaben. Die Arbeiten hierzu mussten ehemalige Nationalsozialisten verrichten. Die vielen exhumierten Toten wurden auf die drei KZ-Friedhöfe Bisingen, Schömberg und Schörzingen umgebettet. Die Zahl zeigt auf, welch ein wahnwitziges und sinnloses Unterfangen das Ölschieferprojekt war. Die Zahl der Opfer muss jedoch wesentlich höher angesetzt werden. Die ersten Todesopfer ließ die SS in den Krematorien in Reutlingen, Schwenningen und Tuttlingen einäschern. Viele kranke und schwache Häftlinge wurden in sogenannte „Krankenlager“ wie Bergen-Belsen und Vaihingen/Enz abtransportiert, wo sie zum Sterben verurteilt waren. Hinzu kommt eine unbekannte Zahl von Toten, die nach der Auflösung der Konzentrationslager auf den „Todesmärschen“ vor Erschöpfung starben oder von der SS erschossen wurden.

## Lagerleitung und Übergriffe
Lagerkommandant des Lagers Erzingen war zunächst SS-Oberscharführer Paul Olesch, er wurde von SS-Oberscharführer Adolf Haas abgelöst. Haas wird eine „vergleichsweise humane“ Behandlung der Häftlinge nachgesagt. Er knüpfte Kontakte mit den Dorfbewohnern und erreichte eine erhebliche Verbesserung der Verpflegungssituation. Zwischen der Wachmannschaft und den Häftlingen ging es teilweise „menschlich“ zu, so stellte ein SS-Mann nach der alliierten Landung in der Normandie ein Radio ins Fenster, damit die Häftlinge täglich um acht Uhr den Wehrmachtbericht hören konnten.
Das „Kameradschaftliche“ und „Menschliche“, das von manchen Seiten berichtet wurde, hatte jedoch seine Grenzen. So wurde im Rastatter Prozess der stellvertretende Kommandant SS-Hauptsturmführer Karl-Friedrich Rieflin aus Lahr als „Folterknecht“ bezeichnet, der „Angst und Schrecken“ verbreitete, ebenso wie Paul Olesch, der Lagerinsassen mit Fußtritten und Stockschlägen terrorisierte. Auch die beiden SS-Aufseher Anton Geisel und Siceron Kellinger sollen Häftlinge immer wieder mit Gewehrkolben geschlagen haben.